# Lacul Zagra
Lacul Zagra sau Tăul lui Alac de la Zagra, jud. Bistrița-Năsăud.

## Caracterizare
Este un lac cu numeroase exemplare de țestoasă europeană de apă dulce, țestoasă cu coadă lungă, sau broasca cu covată (Emys orbicularis), care merită ocrotire și ca rezervație hidrologică.

## Localizare și acces
Lacul cu țestoase se află la cca. 500 m est de localitatea Zagra, pe versantul de pe malul stâng al văii Zagrei. Se poate ajunge aici plecând din Beclean sau Bistrița spre Mocod, iar din Mocod drumul pe valea Zagrei. Înainte de a intra în Zagra, la ultima curbă a șoselei apare o potecă care conduce pe dealul pe care se află "tăul".

## Obiectul ocrotirii
La est de Zagra, pe versantul sudic al dealului Comoara, apare un mic platou format în urma unor alunecări vechi. Pe acest platou se află un lac cu o suprafață de cca. 1800 mp. și o adâncime necunoscuta, în care trăiesc țestoasele de apă dulce. Lacul este înconjurat de trestie și papură iar pe suprafața sa plutesc insulițe de plaur. Bogat în țestoase, șerpi, păsări de baltă etc. lacul impresionează prin frumusețe și sălbăticie. Este singura stațiune pentru țestoasă din țară, care nu a suferit modificări și merită să fie ocrotită ca rezervație zoologică. Lacul s-a format în urma alunecării rocilor sedimentare miocene de pe versantul sudic al dealului Comoara și este alimentat cu apă din izvoare și precipitații.